# Vila Vila (plaats)
Vila Vila (Quechua: Wila Wila) is een plaats in het departement Cochabamba, Bolivia. Het is de hoofdplaats van de gelijknamige gemeente, gelegen in de Mizque provincie. 
In de gemeente Arbieto spreekt 99,1 procent van de bevolking Quechua.

## Bevolking
| Jaar | Populatie |
| ---- | --------- |
| 1992 | 243       |
| 2001 | 426       |
| 2012 | 650       |